# Hoverioptera pilosa
Hoverioptera pilosa là một loài ruồi trong họ Limoniidae. Chúng phân bố ở miền Cổ bắc.